# Valèri Bernard
Valeri Bernard (en francès: Valère Bernard; Marsella, 10 de febrer de 1860 - Marsella, 6 d'octubre de 1936) va ser un poeta, novel·lista, pintor i gravador occità.
Procedent d'una família de la localitat provençana d'Avinyó, amb 15 anys es va inscriure a l'Escola de Belles Arts de Marsella, abans d'estudiar pintura a París amb Alexandre Cabanel i Pierre Puvis de Chavannes. A la capital francesa va tenir com a amics a Pau Arena, Raols Ginesta i Maurici Ferrer entre altres i va col·laborar a la Revue Félibréenne, que havia fundat Paul Marieton.
Fou escollit major del Felibritge en 1894, i més endavant el seu president, des de 1909 a 1919. Fou partidari d'un renaixement de la llengua occitana en totes les seves varietats lingüístiques i va compondre, en un llenguatge que va desenvolupar per unificar els idiomes d'Oc i el català, la Légende d'Esclarmonde i més endavant, Lugar, conte magic, que es va publicar uns mesos abans de la seva mort a l'edat de 76 anys. Dins el corrent del realisme escriví, entre d'altres, les novel·les Bagatoni (1894) i Li bomians (1906-07), i també un recull de contes, La feruna (1930). De la seva obra poètica destaca els reculls Li baladas d'aram (1883), La paurilha (1899) i, sobretot, La legenda d'Esclarmonda (1936), ja citada.
El 22 de gener de 1903 va ser triat per a la 32a cadira de l'Acadèmia de Marsella. Des de 1930 fins a la seva mort fou el president de la Societat d'Estudis Occitans.
Valère Bernard està enterrat al cementiri de Saint-Pierre a Marsella.